# Annina Ruppel
Annina Ruppel (ur. 8 października 1980 w Herne) – niemiecka wioślarka.

## Osiągnięcia
- Mistrzostwa Świata Juniorów – Poznań 1995 – ósemka – 1. miejsce[1].
- Mistrzostwa Świata Juniorów – Glasgow 1996 – ósemka – 1. miejsce[1].
- Mistrzostwa Świata – Lucerna 2001 – ósemka – 3. miejsce[1].
- Mistrzostwa Świata – Sewilla 2002 – ósemka – 3. miejsce[1].
- Mistrzostwa Świata – Mediolan 2003 – ósemka – 1. miejsce[1].
- Igrzyska Olimpijskie – Ateny 2004 – ósemka – 5. miejsce[1].
- Mistrzostwa Świata – Gifu 2005 – ósemka – 6. miejsce[1].
- Mistrzostwa Świata – Eton 2006 – ósemka – 2. miejsce[1].
- Mistrzostwa Świata – Monachium 2007 – ósemka – 5. miejsce[1].
- Mistrzostwa Europy – Poznań 2007 – ósemka – 2. miejsce[1].
- Igrzyska Olimpijskie – Pekin 2008 – ósemka – 7. miejsce[1].